# Alfons Kempf
Alfons Karl Kempf (* 30. Januar 1912 in Albstadt, Unterfranken; † 8. November 1999 in Würzburg) war ein deutscher Weihbischof im Bistum Würzburg.

## Leben
Alfons Kempf wurde 1912 in Albstadt, heute ein Stadtteil von Alzenau, geboren. Albstadt ist eine Kuratie im Dekanat Alzenau des Bistums Würzburg. Seine Eltern Ludwig und Maria Kempf hatten eine kleine Landwirtschaft und Alfons sollte nach dem Willen des Vaters Handwerker werden.
Auf Initiative von Kuratus Josef Krämer besuchte er das Kilianeum in Miltenberg und Würzburg. Er studierte Theologie an der Universität Würzburg und wurde am 28. Februar 1937 vom Bamberger Weihbischof Joseph Otto Kolb, der den erkrankten Bischof Matthias Ehrenfried vertrat, in der Seminarkirche St. Michael zum Priester geweiht. 1932 trat er der katholischen Studentenverbindung W.K.St.V. Unitas Hetania bei. Nach Kaplansjahren in Bischofsheim an der Rhön und in der Aschaffenburger Stiftspfarrei St. Peter und Alexander wurde er 1943 Lazarettseelsorger bzw. Kaplan am Würzburger Juliusspital. Als zwei Luftminen am 19. Februar 1945 das Juliusspital beschädigten, wurde auch seine Wohnung zerstört und er verlor alles. Am 1. September 1945 übernahm er zuerst als Pfarrverweser und dann als Pfarrer die Pfarrei St. Gertraud im Würzburger Stadtteil Pleich.
Am 27. Dezember 1959 ernannte ihn Papst Johannes XXIII. zum Titularbischof von Limyra (heute Myra (Lykien) = Demre) und zum Weihbischof in Würzburg. 132 Jahre nach dem Tod von Gregor von Zirkel 1817 hatte Würzburg erstmals wieder einen Weihbischof. In der Neumünsterkirche, die bis zur Wiederherstellung des Domes als Bischofskirche fungierte, erhielt Kempf durch den damaligen Diözesanbischof Josef Stangl am 25. Februar 1960 die Bischofsweihe. Ihm wurde die Leitung des Seelsorgeamtes übertragen. Im Domkapitel war er zunächst Domdekan, von 1968 bis 1988 stand er ihm als Dompropst vor. Hochgeschätzt unterstützte er den Bischof in der Diözese und darüber hinaus.
Prägenden Einfluss auf die Spiritualität seiner Amtsführung hatte die Teilnahme am Zweiten Vatikanischen Konzil 1962 bis 1965. In enger Zusammenarbeit mit dem damaligen Diözesanratsvorsitzenden Dr. Johannes Meisenzahl förderte er unermüdlich den Aufbau der Räte und stärkte die Laien in der Kirche. Nach dem Tod von Dr. Josef Stangl verwaltete er von Januar 1979 bis zum Amtsantritt von Dr. Paul-Werner Scheele am 21. Oktober 1979 als Kapitularvikar das Bistum. Am 18. März 1987, nach Erreichen der kirchenrechtlichen Altersgrenze von 75 Jahren, nahm Papst Johannes Paul II. sein Rücktrittsgesuch an. 1988 wurde er vom Amt des Dompropstes entpflichtet.
Auch im Ruhestand half er besonders bei Firmungen aus. Rund 310.000 Jugendlichen spendete er das Sakrament der Firmung und ermutigte sie, als Christen im Alltag ihren Mann oder Frau zu stehen. Die meisten seiner Firmpredigten endeten mit dem Satz „Trau dich, Christ zu sein!“
Alfons Kempf war Mitkonsekrator am 27. März 1967 bei der Bischofsweihe von Martin Wiesend in Bamberg und am 14. Oktober 1988 bei Helmut Bauer, seinem Nachfolger als Weihbischof in Würzburg.
Seine letzten Lebensjahre verbrachte er im Altersheim der Oberzeller Schwestern, die ihn in der Zeit seiner schweren Krankheit bis zu seinem Tod am Morgen des 8. November 1999 betreuten. Er wurde in der Sepultur des Würzburger Domes beigesetzt.
Weihbischof Alfons Kempf wurde 1960 zum Ehrenbürger seiner Heimatgemeinde Albstadt ernannt. Der Bayerische Verdienstorden wurde ihm am 17. Mai 1963 verliehen.
Er war Mitglied der katholischen Studentenverbindung Franco-Raetia zu Würzburg im CV

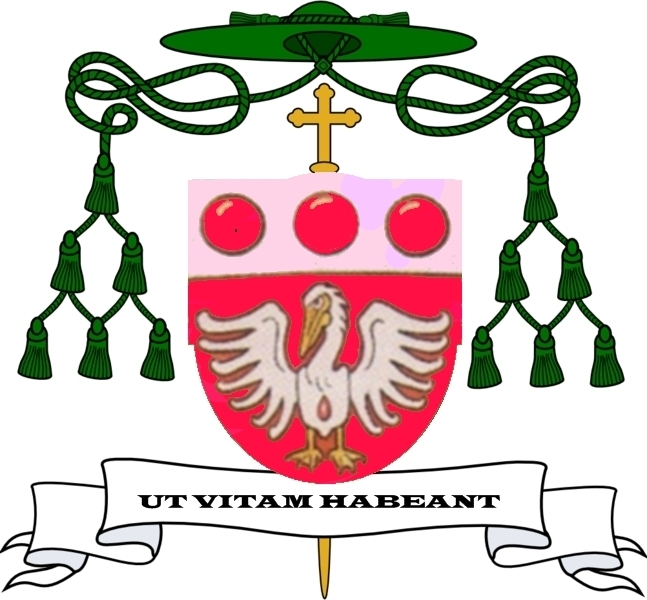

## Bischofswappen
Zum Wappen wählte Weihbischof Kempf den Pelikan als Symbol für die Eucharistie und darüber drei goldene Kugeln, ein Verweis auf den heiligen Nikolaus, der Bischof von Myra in Kleinasien war.
Als Leitspruch wählte er – UT VITAM HABEANT – „Damit sie das Leben haben!“ (Joh.10,10), der in fünf einfachen Worten das Ziel seiner Arbeit zusammenfasst.